# Una carrozza per Vienna
Una carrozza per Vienna (noto anche sotto il titolo originale Kočár do Vidnĕ) è un film del 1966, diretto da Karel Kachyňa. 

## Trama
Moravia, 1945. Nelle fasi finali della seconda guerra mondiale gli occupanti nazisti hanno da poco impiccato, perché servisse da macabro esempio e da deterrente, il marito di Krista, per il semplice fatto di aver rubato un sacco di cemento. All'alba due soldati tedeschi, Hans e Günther, ferito seriamente, intercettano il carro trainato da due cavalli e condotto dalla donna, e le intimano di dirigersi verso la cittadina di Znojmo, al confine con l'Austria, dove i due soldati intendono far ritorno.
Krista obbedisce e pensa alla vendetta. Non vista, sottrae ai due alcuni oggetti e li lascia lungo il sentiero nel bosco perché servano da indicatori per eventuali partigiani che ancora battono la zona. Hans sente suonare a festa le campane di un borgo vicino, e ne deduce che la guerra, come peraltro si poteva sospettare, è finita. Egli vuol dare a Krista i soldi che gli rimangono, un orologio e altri oggetti d'oro, che la donna però rifiuta. Quando i due soldati si accorgono delle macchinazioni di Krista la abbandonano e proseguono col carro, che avanza al passo.
Krista rimane nelle vicinanze, e tempo dopo scorge Hans che seppellisce Günther, che nel frattempo è morto. Krista si avvicina senza farsi sentire. Hans sospetta che la donna sia nelle vicinanze, e parlandole senza vederla le offre ancora i suoi averi, la ringrazia, dà da mangiare del fieno ai cavalli, poi si addormenta vicino al carro. Krista si avvicina brandendo un'ascia, ma quando Hans, svegliandosi intontito, chiama "mamma", la donna abbandona l'arma e prende sonoramente a pugni il soldato, gli dice di andarsene e gli indica la strada per l'Austria. Hans fa per andarsene a piedi, poi si riavvicina.
All'alba dei partigiani li sorprendoro abbracciati ed addormentati. Non certi che la guerra sia finita, insultano Krista per la sua compiacenza verso il nemico, ed uccidono Hans, come prima i tedeschi avevano ucciso il marito. Krista prosegue il viaggio portando il corpo di Hans sul carro.